# Capitainerie du Rio Grande
 (mars 2023).
Si vous disposez d'ouvrages ou d'articles de référence ou si vous connaissez des sites web de qualité traitant du thème abordé ici, merci de compléter l'article en donnant les références utiles à sa vérifiabilité et en les liant à la section « Notes et références ».
La capitainerie du Rio Grande était l'une des quinze capitaineries héréditaires en lesquelles fut initialement divisé le Brésil à l'époque coloniale. Elle fut créée au début du XVIe siècle, s'étendait sur 100 lieues du nord au sud et fut donnée à João de Barros et Aires da Cunha. 
Elle se situait à l'extrême nord-est du Brésil actuel. Elle avait pour limite la pointe de Mucuripe (dans la municipalité actuelle de Fortaleza) et Baía da Traição (Paraíba). Au nord, elle était bordée par la capitainerie du Ceará et au sud par la capitainerie d'Itamaracá.
En 1535, son propriétaire, João de Barros, avec l'aide d'Aires da Cunha et Fernão Álvares da Cunha, préparèrent la plus grande escadre privée jamais sortie du Tage, avec cinq caraques et cinq caravelles, 900 hommes et plus de 100 chevaux, sous le commandement d'Aires da Cunha, pour lancer la colonisation de leurs capitaineries respectives. 
Le gouvernement avait également fortement investi dans cette expédition. Le roi Jean III de Portugal avait prêté artillerie, armes et munitions venues de l'Arsenal Royal. 
Selon Luís da Câmara Cascudo, Aires da Cunha avait pour projet de d'atteindre le Pérou en passant par l'intérieur des terres. Mais il n'atteignit apparemment jamais le Rio Grande do Norte. L'expédition fut un échec total, avec la mort de Aires da Cunha. Plus de 700 hommes avaient péri et les survivants atterrirent pour certains aux Antilles, et d'autres à Porto Rico.